# بازجویی (فیلم تلویزیونی)
بازجویی (سوئدی: Förhöret) یک تله‌فیلم سوئدی است که بر پایهٔ داستانی از یان گیو ساخته و در سال ۱۹۸۹ منتشر شد.

## بازیگران
- استلان اسکاشگورد
- لاش یوران کارلسون
- نیکلاس فالک
- یوران گرافمان
- یان گیو (حضور افتخاری)
- هلن سودرکوئیست
- کارل-اکسل کارلسون
- کریستر سودرلوند
- بریت تانکرد